# Filip Wielkoduszny

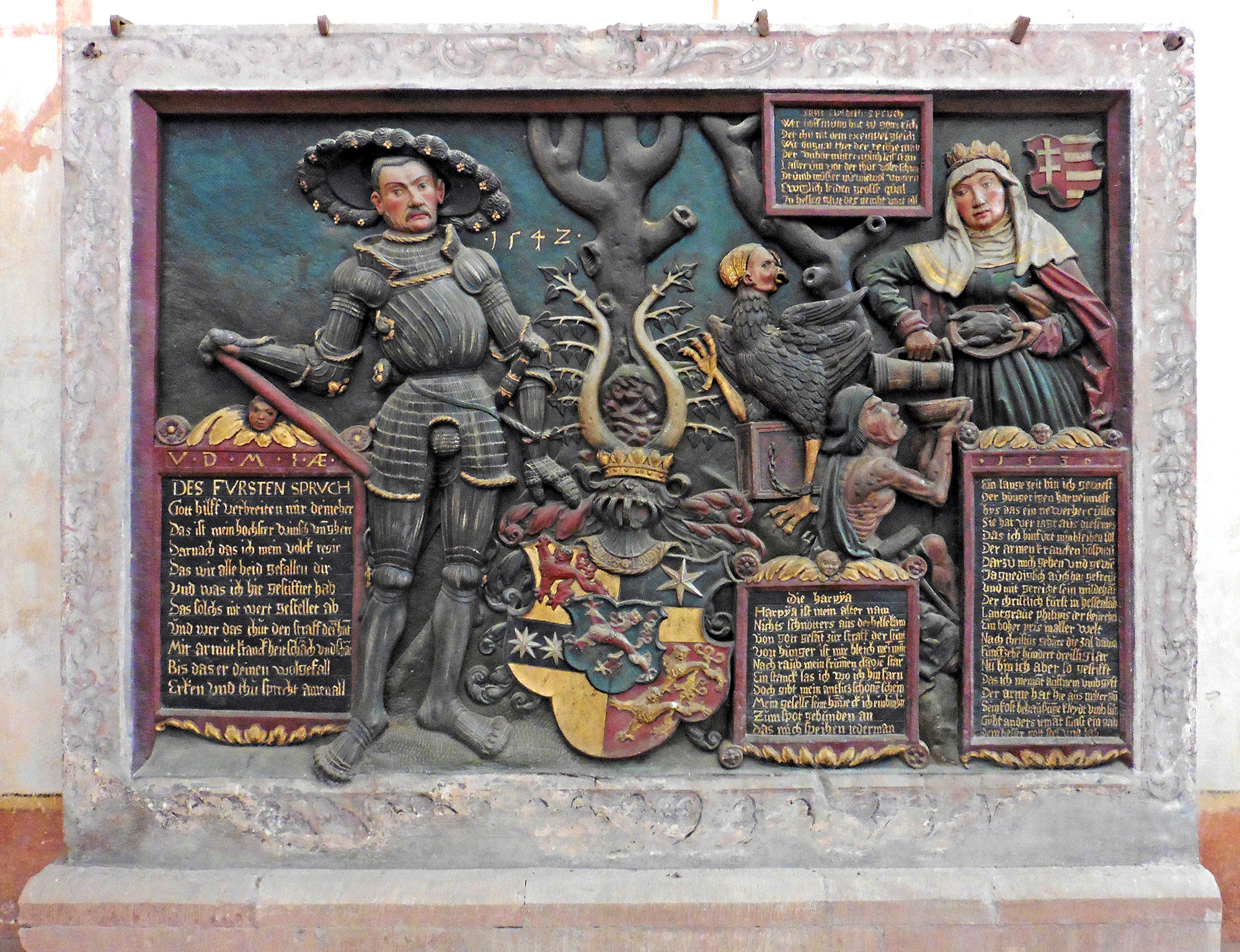
Epitafium Filipa i Elżbiety Węgierskiej (Haina)

Filip Wielkoduszny lub Filip Wspaniałomyślny, niem. Philipp der Großmütige (ur. 13 listopada 1504 w Marburgu, zm. 31 marca 1567 w Kassel) – landgraf Hesji od 1509, jeden z głównych politycznych liderów reformacji w Rzeszy w XVI wieku i jeden z pierwszych spośród książąt Rzeszy, który przeszedł na luteranizm.

## Życiorys
Filip był synem landgrafa heskiego Wilhelma II Średniego oraz Anny, córki księcia Meklemburgii Magnusa II. Po śmierci ojca w 1509 r. zaledwie czteroletni Filip został jedynym dziedzicem Hesji (żył jeszcze jego stryj, Wilhelm I Starszy, niezdolny jednak do rządów wskutek choroby). Początkowo rządy w jego imieniu sprawowała rada regencyjna, a od 1514 objęła je samodzielnie matka Filipa, Anna. Okres regencji to czas walki regentów ze stanami heskimi, z której ostatecznie zwycięsko wyszła landgrafini Anna. Jednocześnie jednak zaniedbana została zarówno edukacja, jak i wychowanie moralne młodego księcia. Mimo to, odkąd objął w 1518 r. rządy osobiste Filip wykazywał duże talenty polityczne.
W pierwszych latach swoich rządów, Filip przystąpił do Związku Szwabskiego. Ponieważ jednak pojawiły się dość szybko różnice między Filipem i innymi jego członkami, landgraf heski szukał innych sprzymierzeńców. To stało się powodem małżeństwa z Krystyną, córką księcia saskiego Jerzego Brodatego. Sojusz ten jednak nie miał większych perspektyw: Jerzy był wierny Kościołowi katolickiemu, natomiast Filip, którego objęcie władzy zbiegło się w czasie z wybuchem reformacji w Rzeszy, skłaniał się w stronę nowych kierunków religijnych. Sprawy religijne zdominowały całe panowanie Filipa. Jeszcze w 1525 r. udzielił pomocy teściowi w czasie wojny chłopskiej w Niemczech (dzięki pokonaniu powstańców w Turyngii, powstanie nie rozlało się szeroko w państwie Filipa i niewielkie zarzewia niepokoju mógł stłumić z niewielkim wysiłkiem). Jednocześnie jednak już w 1524 r., jako pierwszy z książąt Rzeszy, formalnie przyjął wyznanie luterańskie. Wkrótce podjął reformy wewnętrzne w swoim kraju w celu stabilizacji zagrożonego porządku społecznego oraz nowego uregulowania kwestii religijnych, m.in. w gestii księcia znalazły się wówczas opieka nad chorymi oraz edukacja. Podjął działania na tych polach, zakładał szpitale i szkoły, w 1527 r. założył protestancki uniwersytet w Marburgu. Dla sfinansowania tych reform posłużyła mu sekularyzacja majątków kościelnych.
Filip zaangażował się także w sprawy reformacji na forum Rzeszy, tak w kwestiach politycznych, jak i religijnych. Podjął próby zjednoczenia książąt sprzyjających reformacji, do czego impulsem było zagrożenie samego Filipa ze strony cesarza i książąt katolickich. Już w 1525 lub 1526 r. Filip zawarł sojusz z kuzynem Jerzego Brodatego, elektorem saskim Janem Stałym. W 1529 r. Filip był jednym z najaktywniejszych i najważniejszych książąt, którzy zaprotestowali na sejmie w Spirze przeciwko wprowadzeniu w życie edyktu wormackiego (stąd nazwa całego ruchu protestanckiego). Filip niezwłocznie próbował wyzyskać ten sukces do zbudowania z "protestantów" szerokiego sojuszu, z udziałem także Szwajcarii i książąt górnoniemieckich. Na przeszkodzie stanęły jednak niesnaski wśród samych protestantów, wśród których zarysował się rozłam na luteran i zwolenników doktryny Zwingliego. Filip próbował doprowadzić do pojednania i teologicznego kompromisu, zorganizował nawet w 1529 r. w Marburgu dysputę religijną między Lutrem i Zwinglim, jednak bez efektu. Dopiero w 1531 r. zorganizowany został sojusz obronny książąt i miast protestanckich, nazwany związkiem szmalkaldzkim.
Ten sukces nie zadowolił jednak Filipa, który chciał rozszerzyć ligę protestancką także o Francję i Anglię – jako jedyny z ówczesnych książąt protestanckich myślał o reformacji w skali europejskiej, rozumiał też, że konieczna jest pomoc zewnętrzna w walce z katolickimi Habsburgami. Zdołał w 1532 r. doprowadzić do układu z Francją i dzięki uzyskanemu w ten sposób wsparciu finansowemu i dyplomatycznemu doprowadził do odzyskania utraconego księstwa Wirtembergii przez protestanckiego księcia Ulryka (co wzmacniało znaczenie protestantów w południowych Niemczech).
W tym jednak okresie jednak możliwość politycznego manewru Filipa znacznie się zmniejszyła z powodów osobistych. Filip prowadził dość swobodny, może nawet rozpustny tryb życia, czego efektem był syfilis, na który zapadł w 1539 r. Niemal jednocześnie postanowił się ożenić, nie zważając na obowiązujące wciąż małżeństwo z księżniczką saską. Nie dość, że było to małżeństwo morganatyczne, to dopuścił się bigamii, która stanowiła nie tylko wykroczenie poważne przeciwko zasadom religijnym (choć w tym zakresie Filip wyjednał sobie usprawiedliwienie teologów), ale także i przeciw prawu świeckiemu, którego egzekutorem był cesarz. W efekcie Filip został zmuszony do zawarcia tajnego układu z cesarzem Karolem V Habsburgiem: Karol zaakceptował drugie małżeństwo Filipa, a ten ostatni spowodował zmniejszenie aktywności związku szmalkaldzkiego nad dolnym Renem.
Filip nadal uczestniczył w działaniach związku szmalkaldzkiego. W 1542 i 1545 prowadził kampanie wojenne związku przeciwko księciu brunszwickiemu Henrykowi Młodszemu, którego pokonanie zapewniło protestantom przewagę nad Habsburgami w północnych Niemczech. W 1546 r. wybuchła I wojna szmalkaldzka – początkowo Filip osiągał pewne sukcesy z południowych Niemczech, ale po zdradzie stronnictwa protestanckiego przez jego zięcia Maurycego (księcia saskiego) musiał się wycofać, a wojska związku szmalkaldzkiego zostały ostatecznie pokonane przez cesarza w bitwie pod Mühlbergiem w 1547 r. Sam Filip po kapitulacji Halle w czerwcu 1547 r. trafił do cesarskiej niewoli. Ceną za uwolnienie miało być przyjęcie przezeń interim augsburskiego, jednak przeciwko takiemu krokowi landgrafa sprzeciwiło się duchowieństwo saskie. W efekcie Filip pozostał w niewoli jeszcze pięć lat i został uwolniony dopiero w 1552 r. wskutek zwycięstw protestantów podczas kolejnej wojny (cesarza pokonali elektor saski Maurycy, który znowu zmienił front, w sojuszu z królem francuskim; po ich stronie występował m.in. najstarszy syn Filipa, Wilhelm).
Po powrocie z niewoli Filip nadal prowadził politykę, której celem było wyeliminowanie wewnętrznych sporów między protestantami (spory doktrynalne między różnymi kierunkami znacząco się zaogniły po śmierci Lutra) oraz stworzenie ogólnoeuropejskiego frontu protestanckiego. Z tego powodu m.in. wspierał ruchy protestanckie we Francji i hiszpańskich Niderlandach, choć zamierzonych celów nie osiągnął. Jednocześnie poświęcił dużą część swojej uwagi uporządkowaniu spraw wewnętrznych w Hesji. Powołał m.in. dobrze zorganizowaną administrację finansową (1553) i uporządkował sprawy podatkowe. Jednak znaczenie Hesji, które dzięki tym reformom oraz działalności politycznej Filipa na arenie wewnątrzniemieckiej i europejskiej znacząco wzrosło podczas jego panowania, załamało się natychmiast po jego śmierci. Spowodował to sam Filip, decydując w swoim testamencie o podziale państwa między swoich licznych synów.

## Potomkowie
Z pierwszego małżeństwa, zawartego w 1523 r. z Krystyną, córką księcia Saksonii Jerzego Brodatego, a po matce wnuczką króla Polski Kazimierza Jagiellończyka, Filip miał dziesięcioro dzieci:
- Agnieszka (ur. 1527, zm. 1555), żona księcia Saksonii Maurycego, a następnie księcia Saksonii-Gotha Jana Fryderyka II Średniego,
- Anna (ur. 1529, zm. 1591), żona palatyna Zweibrücken Wolfganga,
- Wilhelm IV Mądry (ur. 1532, zm. 1592), landgraf Hesji-Kassel,
- Filip Ludwik (ur. 1534, zm. 1535),
- Barbara (ur. 1536, zm. 1597), żona hrabiego Wirtembergii-Mömpelgard Jerzego, a następnie hrabiego Waldeck Daniela,
- Ludwik III (ur. 1537, zm. 1604), landgraf Hesji-Marburg,
- Elżbieta (ur. 1539, zm. 1582), żona elektora Palatynatu-Simmern Ludwika VI,
- Filip II (ur. 1541, zm. 1583), landgraf Hesji-Rheinfels,
- Krystyna (ur. 1543, zm. 1604), żona księcia Holsztynu-Gottorp Adolfa I,
- Jerzy I Pobożny (ur. 1546, zm. 1596), landgraf Hesji-Darmstadt.

Z drugiego małżeństwa, zawartego w 1540 r. z Małgorzatą, córką Hansa von der Saale, Filip doczekał się dziewięciorga dzieci (noszących nazwisko zu Dietz):
- Filip (ur. 1541, zm. 1569),
- Herman (Ur. 1542, zm. 1568),
- Krzysztof (ur. 1543, zm. 1603),
- Małgorzata (ur. 1544, zm. 1608),
- Albrecht (ur. 1546, zm. 1569),
- Filip Konrad (ur. 1547, zm. 1569),
- Maurycy (ur. 1553, zm. 1575),
- Ernest (ur. 1554, zm. 1570),
- Anna (ur. 1557, zm. 1558).